# Liste der Werke von Agatha Christie
Diese Liste enthält die Romane, Sammlungen von Kriminalgeschichten und Gedichten sowie Bühnenstücke der britischen Autorin Agatha Christie. Für Hörspiele, Verfilmungen und Computerspiele auf der Basis dieser Werke siehe Liste der Adaptionen der Werke von Agatha Christie.

## Romane
UK = Vereinigtes Königreich

US = Vereinigte Staaten

DE = Deutschland, Österreich, Schweiz (deutschsprachige Ausgabe)
| Erscheinungsjahr                          | Titel | Hauptpersonen                                                                     |
| ----------------------------------------- | --- | --------------------------------------------------------------------------------- |
| UK 1921 US 1920 DE 1929 DE 1959           | The Mysterious Affair at Styles Das geheimnisvolle Verbrechen in Styles Das fehlende Glied in der Kette                                      | Hercule Poirot (1) Arthur Hastings (1) Inspektor Japp (1)                         |
| UK 1922 US 1922 DE 1932 DE 1959           | The Secret Adversary Die Abenteurer-G. m. b. H. Ein gefährlicher Gegner                                                                      | Tommy und Tuppence Beresford (1)                                                  |
| UK 1923 US 1923 DE 1927                   | The Murder on the Links Mord auf dem Golfplatz                                                                                               | Hercule Poirot (2) Arthur Hastings (2)                                            |
| UK 1924 US 1924 DE 1963                   | The Man in the Brown Suit Der Mann im braunen Anzug                                                                                          | Anne Beddingfeld Colonel Race (1)                                                 |
| UK 1925 US 1925 DE 1927 DE 1960 DE 2020   | The Secret of Chimneys Die Memoiren des Ministers Die Memoiren des Grafen Das Geheimnis von Chimneys                                         | Anthony Cade Eileen „Bundle“ Brent (1) Superintendent Battle (1)                  |
| UK 1926 US 1926 DE 1928 DE 1937 DE 2014   | The Murder of Roger Ackroyd Roger Ackroyd und sein Mörder Alibi (Roger Ackroyd und sein Mörder) Alibi                                        | Hercule Poirot (3)                                                                |
| UK 1927 US 1927 DE 1963                   | The Big Four Die großen Vier | Hercule Poirot (4) Arthur Hastings (3) Inspektor Japp (2)                         |
| UK 1928 US 1928 DE 1930                   | The Mystery of the Blue Train Der blaue Express                                                                                              | Hercule Poirot (5)                                                                |
| UK 1929 US 1929 DE 1934 DE 1975           | The Seven Dials Mystery Sieben Uhren Der letzte Joker                                                                                        | Eileen „Bundle“ Brent (2) Superintendent Battle (2)                               |
| UK 1930 US 1930 DE 1952                   | The Murder at the Vicarage Mord im Pfarrhaus                                                                                                 | Miss Marple (1)                                                                   |
| UK 1931 US 1931 DE 1933                   | The Sittaford Mystery Murder at Hazelmoor Das Geheimnis von Sittaford                                                                        | Emily Trefusis Inspektor Narracott                                                |
| UK 1932 US 1932 DE 1933                   | Peril at End House Das Haus an der Düne | Hercule Poirot (6) Arthur Hastings (4) Inspektor Japp (3)                         |
| UK 1933 US 1933 DE 1934                   | Lord Edgware Dies Thirteen at Dinner Dreizehn bei Tisch                                                                                      | Hercule Poirot (7) Arthur Hastings (5) Inspektor Japp (4)                         |
| UK 1934 US 1934 DE 1934 DE 1951 (ab 1974) | Murder on the Orient Express Murder in the Calais Coach Die Frau im Kimono Der rote Kimono Mord im Orient-Express                            | Hercule Poirot (8)                                                                |
| UK 1934 US 1935 DE 1935                   | Why Didn’t They Ask Evans? The Boomerang Clue Ein Schritt ins Leere                                                                          | Bobby Jones Frankie Derwent                                                       |
| UK 1935 US 1934 DE 1935 DE 2016           | Three Act Tragedy Murder in Three Acts Nikotin Eine Tragödie in drei Akten                                                                   | Hercule Poirot (9)                                                                |
| UK 1935 US 1935 DE 1937                   | Death in the Clouds Death in the Air Tod in den Wolken                                                                                       | Hercule Poirot (10) Inspektor Japp (5)                                            |
| UK 1936 US 1936 DE 1937 DE 1962           | The A.B.C. Murders The Alphabet Murders Der ABC Fahrplan Die Morde des Herrn ABC                                                             | Hercule Poirot (11) Arthur Hastings (6) Chef Inspektor Japp (6)                   |
| UK 1936 US 1936 DE 1939 DE 1954           | Murder in Mesopotamia Eine Frau in Gefahr Mord in Mesopotamien                                                                               | Hercule Poirot (12)                                                               |
| UK 1936 US 1937 DE 1938 DE 1954 DE 2016   | Cards on the Table Karten auf den Tisch! Mit offenen Karten                                                                                  | Hercule Poirot (13) Colonel Race (2) Superintendent Battle (3) Ariadne Oliver (1) |
| UK 1937 US 1937 DE 1938 DE 2015           | Dumb Witness Poirot Loses a Client Der ballspielende Hund Der Ball spielende Hund                                                            | Hercule Poirot (14) Arthur Hastings (7)                                           |
| UK 1937 US 1938 DE 1959 DE 2005           | Death on the Nile Tod auf dem Nil Der Tod auf dem Nil                                                                                        | Hercule Poirot (15) Colonel Race (3)                                              |
| UK 1938 US 1938 DE 1944 DE 1989 DE 2004   | Appointment with Death Der Tod wartet Rendezvous mit einer Leiche Der Tod wartet                                                             | Hercule Poirot (16)                                                               |
| UK 1938 US 1939 DE 1961                   | Hercule Poirot’s Christmas Murder for Christmas Hercule Poirots Weihnachten                                                                  | Hercule Poirot (17)                                                               |
| UK 1939 US 1939 DE 1943                   | Murder is Easy Easy to Kill Das Sterben in Wychwood                                                                                          | Luke Fitzwilliam Superintendent Battle (4)                                        |
| UK 1939 US 1940 DE 1944 DE 1982 DE 2003   | Ten Little Niggers And Then There Were None Letztes Weekend Zehn kleine Negerlein Und dann gabs keines mehr                                  | –                                                                                 |
| UK 1940 US 1940 DE 1943                   | Sad Cypress Morphium | Hercule Poirot (18)                                                               |
| UK 1940 US 1941 DE 1951                   | One, Two, Buckle My Shoe An Overdose of Death Das Geheimnis der Schnallenschuhe                                                              | Hercule Poirot (19) Chef Inspektor Japp (7)                                       |
| UK 1941 US 1941 DE 1945 DE 1982           | Evil Under the Sun Rätsel um Arlena Das Böse unter der Sonne                                                                                 | Hercule Poirot (20)                                                               |
| UK 1941 US 1941 DE 1946 DE 1960 DE 2019   | N or M? Das Haus der Mrs. Perenna Rotkäppchen und der böse Wolf N oder M?                                                                    | Tommy und Tuppence Beresford (2)                                                  |
| UK 1942 US 1942 DE 1943 DE 2004           | The Body in the Library Die Tote in der Bibliothek Das Rätsel der Tänzerin                                                                   | Miss Marple (2)                                                                   |
| UK 1943 US 1942 DE 1957                   | Five Little Pigs Murder in Retrospect Das unvollendete Bildnis                                                                               | Hercule Poirot (21)                                                               |
| UK 1943 US 1942 DE 1944                   | The Moving Finger Die Schattenhand | Miss Marple (3)                                                                   |
| UK 1944 US 1944 DE 1946                   | Towards Zero Kurz vor Mitternacht | Superintendent Battle (5) Inspektor James Leach                                   |
| UK 1945 US 1944 DE 1947                   | Death Comes as the End Rächende Geister | Hori                                                                              |
| UK 1945 US 1945 DE 1949                   | Sparkling Cyanide Remembered Death Blausäure                                                                                                 | Colonel Race (4)                                                                  |
| UK 1946 US 1946 DE 1947 DE 2004           | The Hollow Murder After Hours Das Eulenhaus                                                                                                  | Hercule Poirot (22)                                                               |
| UK 1948 US 1948 DE 1950                   | Taken at the Flood There is a Tide… Der Todeswirbel                                                                                          | Hercule Poirot (23)                                                               |
| UK 1949 US 1949 DE 1951                   | Crooked House Das krumme Haus | Charles Hayward                                                                   |
| UK 1950 US 1950 DE 1956 DE 1988           | A Murder Is Announced Ein Mord wird angekündigt Der Täter läßt bitten                                                                        | Miss Marple (4)                                                                   |
| UK 1951 US 1951 DE 1953                   | They Came to Baghdad Sie kamen nach Bagdad                                                                                                   | Victoria Jones                                                                    |
| UK 1952 US 1952 DE 1956                   | Mrs McGinty’s Dead Blood Will Tell Vier Frauen und ein Mord                                                                                  | Hercule Poirot (24) Ariadne Oliver (2)                                            |
| UK 1952 US 1952 DE 1958                   | They Do It with Mirrors Murder with Mirrors Fata Morgana                                                                                     | Miss Marple (5)                                                                   |
| UK 1953 US 1953 DE 1954                   | After the Funeral Funerals are Fatal Der Wachsblumenstrauß                                                                                   | Hercule Poirot (25)                                                               |
| UK 1953 US 1954 DE 1956                   | A Pocket Full of Rye Das Geheimnis der Goldmine                                                                                              | Miss Marple (6)                                                                   |
| UK 1954 US 1955 DE 1958                   | Destination Unknown So Many Steps to Death Der unheimliche Weg                                                                               | –                                                                                 |
| UK 1955 US 1955 DE 1958                   | Hickory Dickory Dock Hickory Dickory Death Die Kleptomanin                                                                                   | Hercule Poirot (26) Felicity Lemon                                                |
| UK 1956 US 1956 DE 1959 DE 2015 DE 2020   | Dead Man’s Folly Wiedersehen mit Mrs. Oliver (Roman) Das Geheimnis von Greenshore Garden (Kurzgeschichte) Mord mit verteilten Rollen (Roman) | Hercule Poirot (27) Ariadne Oliver (3)                                            |
| UK 1957 US 1957 DE 1960                   | 4.50 from Paddington What Mrs. McGillicuddy Saw! 16 Uhr 50 ab Paddington                                                                     | Miss Marple (7)                                                                   |
| UK 1958 US 1959 DE 1960 DE 1986           | Ordeal by Innocence Tödlicher Irrtum Tödlicher Irrtum oder Feuerprobe der Unschuld                                                           | Arthur Calgary                                                                    |
| UK 1959 US 1960 DE 1961                   | Cat Among the Pigeons Die Katze im Taubenschlag                                                                                              | Hercule Poirot (28)                                                               |
| UK 1961 US 1962 DE 1962                   | The Pale Horse Das fahle Pferd | Inspector Lejeune Ariadne Oliver (4)                                              |
| UK 1962 US 1963 DE 1964 DE 1980           | The Mirror Crack’d from Side to Side The Mirror Crack’d Dummheit ist gefährlich Mord im Spiegel oder Dummheit ist gefährlich                 | Miss Marple (8)                                                                   |
| UK 1963 US 1964 DE 1965                   | The Clocks Auf doppelter Spur | Hercule Poirot (29)                                                               |
| UK 1964 US 1965 DE 1966                   | A Caribbean Mystery Karibische Affäre | Miss Marple (9)                                                                   |
| UK 1965 US 1966 DE 1967 DE 2015           | At Bertram’s Hotel Bertrams Hotel Bertram’s Hotel                                                                                            | Miss Marple (10)                                                                  |
| UK 1966 US 1967 DE 1968                   | Third Girl Die vergessliche Mörderin | Hercule Poirot (30) Ariadne Oliver (5)                                            |
| UK 1967 US 1968 DE 1969                   | Endless Night Mord nach Mass | –                                                                                 |
| UK 1968 US 1968 DE 1970                   | By the Pricking of My Thumbs Lauter reizende alte Damen                                                                                      | Tommy und Tuppence Beresford (3)                                                  |
| UK 1969 US 1969 DE 1971 DE 2018           | Hallowe’en Party Die Schneewittchen-Party Die Halloween-Party                                                                                | Hercule Poirot (31) Ariadne Oliver (6)                                            |
| UK 1970 US 1970 DE 2008                   | Passenger to Frankfurt Passagier nach Frankfurt                                                                                              | Sir Stafford Nye                                                                  |
| UK 1971 US 1971 DE 1972                   | Nemesis Das Schicksal in Person | Miss Marple (11)                                                                  |
| UK 1972 US 1972 DE 1973 DE 2020           | Elephants Can Remember Elefanten vergessen nicht Elefanten vergessen nie                                                                     | Hercule Poirot (32) Ariadne Oliver (7)                                            |
| UK 1973 US 1973 DE 1978                   | Postern of Fate Alter schützt vor Scharfsinn nicht                                                                                           | Tommy und Tuppence Beresford (4)                                                  |
| UK 1975 US 1975 DE 1976                   | Curtain Vorhang | Hercule Poirot (33) Arthur Hastings (8)                                           |
| UK 1976 US 1976 DE 1977                   | Sleeping Murder Ruhe unsanft | Miss Marple (12)                                                                  |

## Sammlungen von Kriminalgeschichten
(Sortiert nach dem Erscheinen im Vereinigten Königreich)
| Erscheinungs- jahr Hauptpersonen               | Originaltitel | deutscher Titel |
| ---------------------------------------------- | --- | --- |
| 1924 Hercule Poirot                            | Poirot investigates 1. The Adventure of „The Western Star“ 2. The Tragedy at Marsdon Manor 3. The Adventure of the Cheap Flat 4. The Mystery of Hunter’s Lodge 5. The Million Dollar Bond Robbery 6. The Adventure of the Egyptian Tomb 7. The Jewel Robbery at the Grand Metropolitan 8. The Kidnapped Prime Minister 9. The Disappearance of Mr. Davenheim 10. The Adventure of the Italian Nobleman 11. The Case of the Missing Will                                           | Poirot rechnet ab 1. Die Augen der Gottheit 2. Die Tragödie von Marsdon Manor 3. Die mysteriöse Wohnung 4. Das Mysterium von Hunter’s Lodge 5. Der raffinierte Aktiendiebstahl 6. Das Abenteuer des ägyptischen Grabes 7. Der Juwelenraub im Grand Hotel 8. Der entführte Premierminister 9. Das Verschwinden Mister Davenheims 10. Das Abenteuer des italienischen Edelmannes 11. Das fehlende Testament |
| 1929 Tommy und Tuppence Beresford              | Partners in Crime 1. A Fairy in the Flat / A Pot of Tea 2. The Affair of the Pink Pearl 3. The Adventure of the Sinister Stranger 4. Finessing the King / The Gentleman Dressed in Newspaper 5. The Case of the Missing Lady 6. Blindman’s Bluff 7. The Man in the Mist 8. The Crackler 9. The Sunningdale Mystery 10. The House of the Lurking Dead 11. The Unbreakable Alibi 12. The Clergyman’s Daughter / The Red House 13. The Ambassador’s Boots 14. The Man Who Was No. 16 | Die Büchse der Pandora 1. Der Besuch der Fee / Eine Tasse Tee 2. Die rosa Perle 3. Der geheimnisvolle Unbekannte 4. Der Herr in Zeitungspapier 5. Die verschwundene Dame 6. Blinde Kuh 7. Der Mann im Nebel 8. Der Raschler 9. Das Rätsel von Sunningdale 10. Das Haus des Todes 11. Ein unerschütterliches Alibi 12. Die Pfarrerstochter 13. Die Stiefel des Botschafters 14. Der Mann der Nummer 16 war |
| 1930 Mister Harley Quin                        | The Mysterious Mr. Quin 1. The Coming of Mr. Quin 2. The Shadow on the Glass 3. At the „Bells and Motley“ 4. The Sign in the Sky 5. The Soul of the Croupier 6. The Man from the Sea 7. The Voice in the Dark 8. The Face of Helen 9. The Dead Harlequin 10. The Bird with the Broken Wing 11. The World’s End 12. Harlequin’s Lane | Der seltsame Mister Quin 1. Die Ankunft des Mr. Quin 2. Der Kavalier am Fenster 3. Der Zaubertrick 4. Das Zeichen am Himmel 5. Die Seele des Croupiers 6. Der Mann im Meer 7. Die Stimme aus dem Dunkeln 8. Das schöne Gesicht 9. Der tote Harlekin 10. Der Vogel mit dem gebrochenen Flügel 11. Das Ende der Welt 12. Die Straße des Harlekin |
| 1932 Miss Marple                               | The Thirteen Problems 1. The Tuesday Night Club 2. The Idol House of Astarte 3. Ingots of Gold 4. The Blood-Stained Pavement 5. Motive v. Opportunity 6. The Thumb Mark of St. Peter 7. The Blue Geranium 8. The Companion 9. The Four Suspects 10. A Christmas Tragedy 11. The Herb of Death 12. The Affair at the Bungalow 13. Death by Drowning | Der Dienstagabend-Klub 1. Der Dienstagabend-Klub 2. Der Tempel der Astarte 3. Die verschwundenen Goldbarren 4. Der rote Badeanzug 5. Die überlistete Spiritistin 6. Der Daumenabdruck des heiligen Petrus 7. Die blaue Geranie 8. Die Gesellschafterin 9. Die vier Verdächtigen 10. Die Weihnachtstragödie 11. Das Todeskraut 12. Die seltsame Angelegenheit mit dem Bungalow 13. Der Fall von St. Mary Mead |
| 1933                                           | The Hound of Death 1. The Hound of Death 2. The Red Signal 3. The Fourth Man 4. The Gypsy 5. The Lamp 6. Wireless 7. The Witness for the Prosecution 8. The Mystery of the Blue Jar 9. The Strange Case of Sir Arthur Carmichael 10. The Call of Wings 11. The Last Seance 12. SOS | Der Hund des Todes 1. Der Hund des Todes 2. Das rote Signal 3. Der vierte Mann 4. Die Zigeunerin 5. Die Lampe 6. Am falschen Draht 7. Zeugin der Anklage 8. Das Geheimnis der blauen Vase 9. Der seltsame Fall des Sir Arthur Carmichael 10. Rolltreppe ins Grab 11. Die letzte Sitzung 12. SOS |
| 1934                                           | The Listerdale Mystery 1. The Listerdale Mystery 2. Philomel Cottage 3. The Girl in the Train 4. Sing a Song of Sixpence 5. The Manhood of Edward Robinson 6. Accident 7. Jane in Search of a Job 8. A Fruitful Sunday 9. Mr. Eastwood’s Adventure 10. The Golden Ball 11. The Rajah’s Emerald 12. Swan Song | Etwas ist faul 1. Etwas ist faul 2. Haus Nachtigall 3. Das Mädchen im Zug 4. Ein guter Freund 5. Der Traum vom Glück 6. Der Unfall 7. Jane sucht Arbeit 8. (Sonntag) 9. Gurke 10. Die goldene Kugel 11. (Der Smaragd des Radschas) 12. Schwanengesang |
| 1934 Parker Pyne Felicity Lemon Ariadne Oliver | Parker Pyne Investigates 1. The Case of the Middle-aged Wife 2. The Case of the Discontented Soldier 3. The Case of the Distressed Lady 4. The Case of the Discontented Husband 5. The Case of the City Clerk 6. The Case of the Rich Woman 7. Have You Got Everything You Want? 8. The Gate of Baghdad 9. The House at Shiraz 10. The Pearl of Price 11. Death on the Nile 12. The Oracle at Delphi                                                                              | Parker Pyne ermittelt 1. Der Fall der enttäuschten Hausfrau 2. Der Fall des unbefriedigten Soldaten 3. Der Fall der verzweifelten Frau 4. Der Fall des unzufriedenen Ehemanns 5. Der Fall des Büroangestellten 6. Der Fall der reichen Frau 7. Haben Sie alles, was Sie brauchen? 8. Das Tor nach Bagdad 9. Das Haus in Schiraz 10. Eine Perle von Wert 11. Tod auf dem Nil 12. Das Orakel von Delphi |
| 1937 Hercule Poirot                            | Murder in the Mews 1. Murder in the Mews 2. The Incredible Theft 3. Dead Man’s Mirror 4. Triangle at Rhodes | Hercule Poirot schläft nie Auch Pünktlichkeit kann töten 1. Poirot riecht den Braten 2. Der unglaubliche Diebstahl der Bomberpläne 3. Auch Pünktlichkeit kann töten 4. Urlaub auf Rhodos |
| 1947 Hercule Poirot                            | The Labours of Hercules 1. The Nemean Lion 2. The Lernaean Hydra 3. The Arcadian Deer 4. The Erymanthian Boar 5. The Augean Stables 6. The Stymphalean Birds 7. The Cretan Bull 8. The Horses of Diomedes 9. The Girdle of Hyppolita 10. The Flock of Geryon 11. The Apples of Hesperides 12. The Capture of Cerberus | Die Arbeiten des Herkules (2 Bde.) 1. Der Nemeische Löwe 2. Die Lernäische Schlange 3. Die Arkadische Hirschkuh 4. Der Erymanthische Eber 5. Die Ställe des Augias 6. Die Stymphaliden 7. Der Kretische Stier 8. Die Stuten des Diomedes 9. Der Gürtel der Hippolyta 10. Geryons Herde 11. Die Äpfel der Hesperiden 12. Die Gefangennahme des Zerberus |
|                                                | Three Blind Mice wurde im Vereinigten Königreich nicht veröffentlicht. Sie ist die Vorlage für das Theaterstück Die Mausefalle, das seit 1952 ununterbrochen gespielt wird. | Die Mausefalle und andere Fallen 1. Die Mausefalle 2. Sonntag 3. Der Smaragd des Radschas 4. Die Doppelsünde 5. Die verlorene Mine 6. Stille vor dem Sturm 7. Poirot geht stehlen 8. Eine Tür fällt ins Schloss |
| 1960 Hercule Poirot Miss Marple                | The Adventure of the Christmas Pudding 1. The Adventure of the Christmas Pudding 2. The Mystery of the Spanish Chest 3. The Under Dog 4. Four and Twenty Blackbirds 5. The Dream 6. Greenshaw’s Folly | Ein diplomatischer Zwischenfall 1. Ein diplomatischer Zwischenfall 2. Die spanische Truhe 3. Der Prügelknabe 4. Vierundzwanzig Schwarzdrosseln 5. Der Traum 6. Greenshaws Monstrum |
| 1974 Hercule Poirot                            | Poirot’s Early Cases 1. The Affair at the Victory Ball 2. The Adventure of the Clapham Cook 3. The Cornish Mystery 4. The Adventure of Johnnie Waverly 5. The Double Clue 6. The King of Clubs 7. The Lemesurier Inheritance 8. The Lost Mine 9. The Plymouth Express 10. The Chocolate Box 11. The Submarine Plans 12. The Third Floor Flat 13. Double Sin 14. The Market Basing Mystery 15. Wasp’s Nest 16. The Veiled Lady 17. Problem at Sea 18. How Does Your Garden Grow?   | Poirots erste Fälle 1. Mord auf dem Siegesball 2. Köchin gesucht 3. Die mysteriöse Angelegenheit in Cornwall 4. Poirot und der Kidnapper 5. Ein Indiz zuviel 6. Das Abenteuer des Kreuzkönigs 7. Das Erbe der Familie Lemesurier 8. Die verlorene Mine 9. Das Geheimnis des Plymouth-Express 10. Die Pralinenschachtel 11. Die U-Boot-Pläne 12. Tot im dritten Stock 13. Die Doppelsünde 14. Stille vor dem Sturm 15. Das Wespennest 16. Poirot geht stehlen 17. Eine Tür fällt ins Schloss 18. Der verräterische Garten |
| 1979 Miss Marple                               | Miss Marple’s Final Cases and Two Other Stories 1. Sanctuary 2. Strange Jest 3. Tape-Measure Murder 4. The Case of the Caretaker 5. The Case of the Perfect Maid 6. Miss Marple Tells a Story 7. The Dressmaker’s Doll 8. In a Glass Darkly | Miss Marples letzte Fälle 1. Das Asyl 2. Ein seltsamer Scherz 3. Die Stecknadel 4. Die Hausmeisterin 5. Die Perle 6. Miss Marple erzählt eine Geschichte 7. Die Puppe der Schneiderin 8. Spiegelbild |
| 1991                                           | Problem at Pollensa Bay and Other Stories 1. Problem at Pollensa Bay 2. The Second Gong (kürzere Version von Dead Man’s Mirror) 3. Yellow Iris 4. The Harlequin Tea Set 5. The Regatta Mystery 6. The Love Detectives 7. Next to a Dog 8. Magnolia Blossom | Die mörderische Teerunde Paradies Pollensa 1. Paradies Pollensa 2. Auch Pünktlichkeit kann töten 3. Lasst Blumen sprechen 4. Die mörderische Teerunde 5. Der Stein des Anstoßes 6. Die Uhr war Zeuge 7. Ein Hundeleben 8. Magnolienblüten |
| 1997                                           | While the Light Lasts and Other Stories 1. The House of Dreams 2. The Actress 3. The Edge 4. Christmas Adventure 5. The Lonely God 6. Manx Gold 7. Within a Wall 8. The Mystery of the Baghdad Chest 9. While the Light Lasts | Solange es hell ist 1. Das Haus aus den Träumen 2. Die Schauspielerin 3. Gratwanderung 4. Aufregung an Weihnachten 5. Der einsame Gott 6. Schatzsuche 7. Eine Wand so weiß wie Milch 8. Das Rätsel der Truhe aus Bagdad 9. Solange es hell ist |

## Autobiografien
| Jahr | deutschsprachiger Titel       | englischsprachiger Titel          |
| ---- | ----------------------------- | --------------------------------- |
| 1946 | Erinnerung an glückliche Tage | Come, tell me how you live        |
| 1977 | Meine gute alte Zeit          | Agatha Christie: An Autobiography |
| 2017 | Die Autobiografie             | Agatha Christie: An Autobiography |

## Romane als Mary Westmacott
| Jahr | deutschsprachiger Titel                          | englischsprachiger Titel  |
| ---- | ------------------------------------------------ | ------------------------- |
| 1930 | Singendes Glas                                   | Giant’s Bread             |
| 1934 | Das unvollendete Porträt                         | The Unfinished Portrait   |
| 1944 | Verdrängter Verdacht oder Ein Frühling ohne dich | Absent in the Spring      |
| 1948 | Die Rose und die Eibe                            | The Rose and the Yew Tree |
| 1952 | Sie ist meine Tochter                            | A Daughter’s a Daughter   |
| 1956 | Spätes Glück                                     | The Burden                |

## Sammlung mit Weihnachtserzählungen und -gedichten
Veröffentlicht unter dem Namen Agatha Christie Mallowan.
| Jahr | deutschsprachiger Titel  | englischsprachiger Titel                                                                 |
| --- | ------------------------ | ---------------------------------------------------------------------------------------- |
| 1965, auf Deutsch erstmals 1969 gekürzt unter dem Titel Der kleine Weihnachtsesel, 1988 unter dem hier aufgeführten Titel | Es begab sich aber mit   | Star over Bethlehem with                                                                 |
| |                          | A Greeting (Gedicht, in der deutschsprachigen Ausgabe nicht enthalten)                   |
| |                          | Star over Bethlehem (Gedicht, in der deutschsprachigen Ausgabe nicht enthalten)          |
| | Die Versuchung           | A Wreath for Christmas                                                                   |
| | Der unfolgsame Esel      | The Naughty Donkey                                                                       |
| |                          | Gold, Frankincense and Myrrh (Gedicht, in der deutschsprachigen Ausgabe nicht enthalten) |
| | Die Fahrt auf der Themse | The Water Bus                                                                            |
| | In der Abendkühle        | In the Cool of the Evening                                                               |
| |                          | Jenny by the Sky (Gedicht, in der deutschsprachigen Ausgabe nicht enthalten)             |
| |                          | Promotion in the Highest (Gedicht, in der deutschsprachigen Ausgabe nicht enthalten)     |
| | Die 14 Nothelfer         | The Saints of God                                                                        |
| | Die Insel                | The Island                                                                               |

## Lyriksammlungen
| Jahr | englischsprachiger Titel                                               |
| ---- | ---------------------------------------------------------------------- |
| 1924 | The Road of Dreams with                                                |
|      | A Masque from Italy (zehn Gedichte)                                    |
|      | Ballads (sieben Balladen)                                              |
|      | Dream and Fantasies (sieben Gedichte)                                  |
|      | Other Poems (elf Gedichte)                                             |
| 1973 | The Road of Dreams (jetzt zwei Bände); 1. Band: wie 1924; 2. Band with |
|      | Things (vier Gedichte)                                                 |
|      | Places (fünf Orte)                                                     |
|      | Love Poems and Other (elf leidenschaftliche Aufrufe zur Liebe)         |
|      | Verses of Nowadays (vier Gedichte)                                     |

## Bühnenstücke
| Datum                          | Titel                                                                              | Premierenort                                                                                   |
| ------------------------------ | ---------------------------------------------------------------------------------- | ---------------------------------------------------------------------------------------------- |
| 15.5.1928                      | Alibi                                                                              | Prince Of Wales’ Theatre, London                                                               |
| 8.12.1930                      | Black Coffee                                                                       | Embassy Theatre, London                                                                        |
| 31.3.1936                      | Love from a Stranger (nach der Vorlage Philomel Cottage, deutsch: Haus Nachtigall) | New Theatre, London                                                                            |
| 1.5.1940                       | Peril at End House                                                                 | Vaudeville Theatre, London                                                                     |
| 17.11.1943                     | Ten Little Niggers                                                                 | St. James Theatre, London                                                                      |
| 27.6.1944                      | Ten Little Indians (nach der Vorlage Ten Little Niggers)                           | Broadhurst Theatre, New York                                                                   |
| 31.3.1945                      | Appointment with Death                                                             | Piccadilly Theatre, London                                                                     |
| 19.3.1946                      | Murder on the Nile (nach der Vorlage Death on the Nile)                            | Ambassadors Theatre, London                                                                    |
| 19.9.1946                      | Hidden Horizon (nach der Vorlage Death on the Nile)                                | Plymouth Theatre, New York                                                                     |
| 14.12.1949                     | Murder at the Vicarage                                                             | Playhouse Theatre, London                                                                      |
| 7.6.1951                       | The Hollow (ohne Hercule Poirot)                                                   | Fortune Theatre, London                                                                        |
| 25.11.1952                     | The Mousetrap                                                                      | Ambassador Theatre, London                                                                     |
| 28.10.1953                     | Witness for the Prosecution (deutsch: Zeugin der Anklage)                          | Winter Garden Theatre, London                                                                  |
| 14.12.1954                     | Spider’s Web                                                                       | Savoy Theatre, London                                                                          |
| 4.9.1956                       | Towards Zero                                                                       | St. James’ Theatre, London                                                                     |
| 22.5.1958                      | Verdict                                                                            | Strand Theatre, London                                                                         |
| 12.8.1958                      | The Unexpected Guest                                                               | Duchess Theatre, London                                                                        |
| 25.3.1960                      | Go Back for Murder (nach der Vorlage Five Little Pigs; ohne Hercule Poirot)        | Duchess Theatre, London                                                                        |
| 20.12.1962                     | Rule Of Three (drei Einakter: The Rats, Afternoon at the Seaside und The Patient)  | Duchess Theatre, London                                                                        |
| 1972                           | Fiddlers Three                                                                     |                                                                                                |
| 21.9.1977                      | A Murder Is Announced                                                              | Vaudeville Theatre, London                                                                     |
| 9.12.1981                      | Cards on the Table                                                                 | Vaudeville Theatre, London                                                                     |
| 14.04.2023                     | Vermisst! Was geschah mit Agatha Christie? (Krimi-Musical)                         | Kleines Theater Berlin, von James Edward Lyons (Buch) und Paul Graham Brown (Songtexte, Musik) |
| (bisher noch nicht aufgeführt) | Akhnaton                                                                           | bisher nicht aufgeführt                                                                        |